# إيفان سترونج
إيفان سترونج (بالإنجليزية: Evan Strong) هو متزلج على الثلوج أمريكي، ولد في 13 نوفمبر 1986 في سان فرانسيسكو في الولايات المتحدة.

## وصلات خارجية
- إيفان سترونج على موقع الاتحاد الدولي للتزلج (ركوب لوح الثلج) (الإنجليزية)
- إيفان سترونج على موقع Paralympic.org (الإنجليزية)
- إيفان سترونج على موقع IPC.InfostradaSports.com (مؤرشف) (الإنجليزية)
- إيفان سترونج على موقع اللجنة الأولمبية والبارالمبية الأمريكية (الإنجليزية)
- إيفان سترونج على موقع ألعاب إكس (مؤرشف) (الإنجليزية)

- الموقع الرسمي